# (9039) 1990 WB4
A (9039) 1990 WB4 a Naprendszer kisbolygóövében található aszteroida. Mizuno Josikane és Furuta Tosimasza fedezte fel 1990. november 16-án.